# Polski Kontyngent Wojskowy w Afganistanie
Polski Kontyngent Wojskowy w Afganistanie (PKW Afganistan) – wydzielony komponent Sił Zbrojnych RP, przeznaczony do przywrócenia bezpieczeństwa i odbudowy Afganistanu, działający w latach 2002–2021. Liczył początkowo ponad 100 żołnierzy, a w szczytowym okresie 2010–2011 prawie 2600, był największym kontyngentem wojskowym w całej historii misji pokojowych i stabilizacyjnych Wojska Polskiego. Jednostka Wojskowa 4814 (PKW ISAF) i JW 5008 (PKW RSM).
W latach 2008–2014 główne siły PKW Afganistan stacjonowały w prowincji Ghazni i w strukturze ISAF występowały jako polsko-amerykańskie Task Force White Eagle (Polskie Siły Zadaniowe lub Siły Zadaniowe Biały Orzeł). Wcześniej, w latach 2002–2007, w ramach OEF, kontyngent działał jako Polish Task Force (Polskie Siły Zadaniowe).
PKW Afganistan na przestrzeni lat nosił m.in. następujące oficjalne nazwy:
- 2002–2003: Polski Kontyngent Wojskowy w składzie Sił Sojuszniczych w Islamskim Państwie Afganistanu, Emiracie Bahrajnu, Republice Kirgiskiej, Państwie Kuwejtu, Republice Tadżykistanu i Republice Uzbekistanu oraz na Morzu Arabskim i Oceanie Indyjskim (PKW Enduring Freedom),
- 2007–2014: Polski Kontyngent Wojskowy w Islamskiej Republice Afganistanu (PKW ISAF),
- 2015–2021: Polski Kontyngent Wojskowy w misji Resolute Support Organizacji Traktatu Północnoatlantyckiego w Islamskiej Republice Afganistanu (PKW RSM),
- 2021: Polski Kontyngent Wojskowy w Islamskiej Republice Afganistanu

## Historia

### Operacja Enduring Freedom
W trakcie specjalnego posiedzenia Rady Północnoatlantyckiej po atakach z 11 września 2001, w dniu 12 września 2001 ambasadorowie państw Organizacji Traktatu Północnoatlantyckiego podjęli decyzję o zastosowaniu po raz pierwszy w historii artykułu 5. traktatu waszyngtońskiego i uznaniu zamachów w Stanach Zjednoczonych za atak na wszystkich członków NATO. Po odmowie rządzących Afganistanem Talibów na wydanie podejrzanego o ten zamach Osamy bin Ladena wojska państw koalicji międzynarodowej pod przewodnictwem Stanów Zjednoczonych we współpracy z afgańskimi siłami antytalibskimi rozpoczęły działania zbrojne w celu wyeliminowania Al-Kaidy i obalenia Talibów.
Polska, po prośbie Amerykanów, swój udział w operacji Enduring Freedom (Trwała wolność) potwierdziła 22 listopada 2001, zgodnie z postanowieniem Prezydenta RP Aleksandra Kwaśniewskiego, wydanym na wniosek Rady Ministrów. Na podstawie tej decyzji rozpoczęto 3-miesięczne szkolenie kontyngentu: według pierwotnych założeń liczył on ok. 300 żołnierzy, jednak do Afganistanu skierowano ostatecznie ok. 100 logistyków, saperów i ochraniających ich komandosów (było to Zgrupowanie nr 1, nazwane Polish Task Force – Polskimi Siłami Zadaniowymi) – chemicy zostali w Polsce (lecz w kwietniu 2003 zostali wysłani do Jordanii). 16 marca 2002 do Afganistanu dotarła pierwsza grupa żołnierzy, rozlokowanych w Camp White Eagle (Obóz Biały Orzeł) w Bagram w prowincji Parwan. Zadania saperów i logistyków polegały na:
- odbudowie infrastruktury bazy, lotniska i miasta,
- rozminowaniu terenu wokół bazy,
- zabezpieczeniu wojsk koalicyjnych na wypadek ataku chemicznego,
- zabezpieczeniu logistycznym wojsk polskich i międzynarodowych.

Natomiast do GROM-u należała ochrona polskiej bazy, jak i również kwatery głównej wojsk amerykańskich w Afganistanie oraz dyplomatów. Ponadto komandosi uczestniczyli w patrolach m.in. w dolinie Pandższeru czy okolicach Mazar-i Szarif.
Reszta kontyngentu, czyli Zgrupowanie nr 2, składała się z okrętu ORP „Kontradmirał Xawery Czernicki”, patrolującego od lipca Zatoki Perskiej, gdzie wraz z przetransportowanymi w kwietniu drogą lotniczą komandosami nadzorował embargo na handel ropą u wybrzeży Iraku i Kuwejtu. Działało tam od kwietnia 2002, wciąż w ramach operacji Trwała Wolność w składzie V Floty USA, a od marca 2003 jako samodzielny kontyngent.
W tym czasie wojska w Afganistanie (100 żołnierzy) kontynuowały swoje zadania, do których w 2006 zostało dodane szkolenie afgańskich sił bezpieczeństwa (Polska wysłała grupę oficerów do Combined Security Transition Command – Afghanistan, od 2009 działającego jako NATO Training Mission – Afghanistan/Combined Security Transition Command – Afghanistan). Oprócz tego od 2004 grupa oficerów służyła w dowództwie ISAF w Kabulu, stanowiąc symboliczny wkład Polski w te siły pokojowe NATO – powiększono go dopiero w 2006, wysyłając ok. 50 żołnierzy do Zespołu Odbudowy Prowincji w Mazar-i Szarif.

### Międzynarodowe Siły Wsparcia Bezpieczeństwa

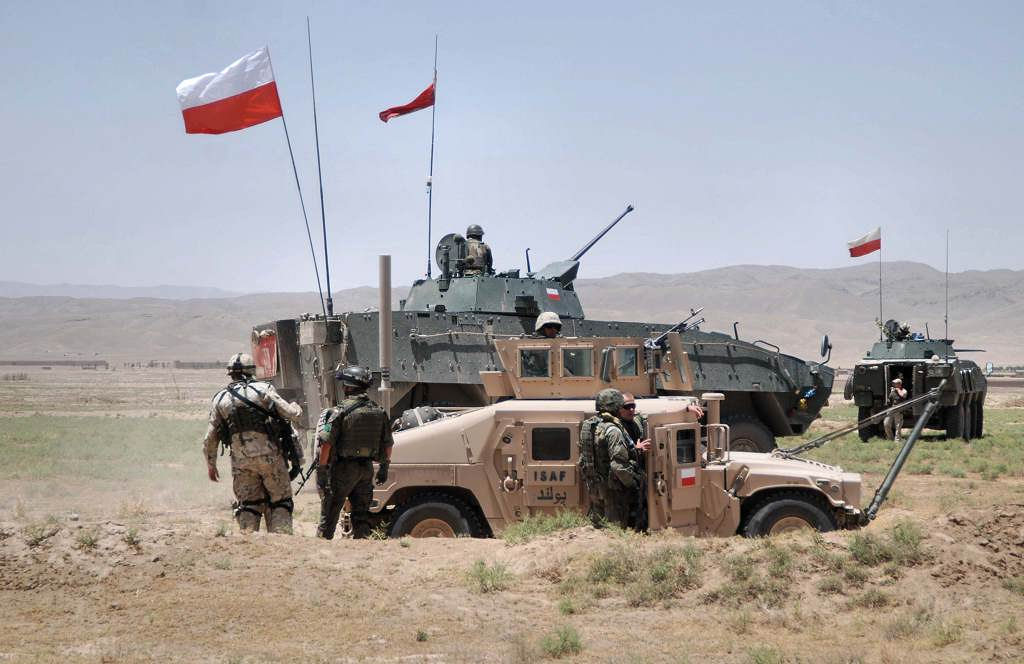
Konwój z Polskiej Grupy Bojowej

Po redukcji w 2005 i zapowiedzi powrotu PKW Irak do kraju, we wrześniu 2006 oficjalnie ogłoszono rozpoczęcie przygotowań do znaczącego wzmocnienia (maksymalnie do 1200 żołnierzy) oraz modyfikacji charakteru kontyngentu w Afganistanie, który od tamtej pory miał być priorytetowy – zwłaszcza że od sierpnia 2007 do lutego 2008 dowódca Wielonarodowego Korpusu Północno-Wschodni ze Szczecina, polski generał, miał dowodzić siłami koalicji NATO w tym kraju. Ze względu na zmianę struktury dowodzenia ISAF, w której główną rolę przejęli Amerykanie, ostatecznie nie doszło do skutku. W IV kwartale 2006 rozpoczęły się szkolenia personelu, który zaczęto wysyłać w rejon misji od 23 stycznia 2007 (razem z grupą rekonesansową, zasadniczą część żołnierzy i sprzętu przetransportowano pomiędzy lutym a kwietniem). Do wsparcia polskich sił przeznaczono 24 najnowsze kołowe bojowe wozy piechoty Rosomak, które w lipcu 2007 roku, już na miejscu, wyposażono w dodatkowe opancerzenie.
30 kwietnia 2007 oficjalnie kontyngent rozpoczął nową zmianę (wraz z nią rozpoczęto nową numerację), której różnice od poprzedniej polegały na:
- powiększeniu PKW o ok. 1000 żołnierzy,
- podporządkowaniu całości PKW dowództwu ISAF NATO,
- utworzeniu ok. 750 osobowej Polskiej Grupy Bojowej, działającej w prowincjach Ghazni, Paktika i Paktija (początkowo batalion manewrowy miał działać tylko z bazy w Ghazni lub Bagram)[5] pod kontrolą operacyjną Dowództwa Regionalnego Wschód (Regional Command East, RC East),
- utworzeniu kompanii inżynieryjnej na bazie PSZ w Bagram (gdzie stacjonowało dowództwo PKW),
- utworzeniu Zgrupowania Sił Specjalnych, operującego w prowincji Kandahar,
- wydzieleniu części kadry oficerskiej do dowództw oraz zespołów odbudowy prowincji (PRT) w różnych rejonach kraju,
- uzbrojeniu kontyngentu w nowo zakupione KTO Rosomak (początkowo 24 sztuki).

Zadania PKW polegały na:
- PGB: zapewnienie bezpieczeństwa i wsparcia ludności cywilnej, współpraca z Afgańską Armią Narodową, patrolowanie i kontrolowanie,
- OMLT: szkolenie armii i policji afgańskiej,
- PRT: pomoc w odbudowie infrastruktury kraju,
- kompania inżynieryjna: odbudowa i rozminowanie terenów wokół bazy Bagram.

5 maja 2007 roku pierwszy żołnierz został lekko ranny w wybuchu miny podczas ataku na konwój, a 14 czerwca Polska Grupa Bojowa oficjalnie rozpoczęła realizację zadań w prowincjach Ghazni i Paktika, będąc podporządkowaną 4 Brygadowej Grupie Bojowej US Army. Już na początku zmiany polskie wojska napotkały liczne problemy – jednym z nich było uszkodzenie sprzętu bojowego podczas transportu, co znacznie opóźniło osiągnięcie pełnej gotowości operacyjnej przez kontyngent. Spowodowało to, że oddziały PGB podejmowały głównie tylko działania defensywne i humanitarne (mimo że letni okres wojny oznaczał znaczne natężenie ataków, w tym także na polsko-amerykańskie patrole – jeden z nich zakończył się incydentem kosztującym życie cywili w sierpniu, powodującym występowanie tzw. syndromu Nangar Khel), co związane było także ze znacznym rozproszeniem PKW na terenie Afganistanu. II zmiana, przebiegająca podczas zimy 2007–2008, była spokojniejsza, z wyjątkiem ostatnich dwóch miesięcy przypadających na początek ofensywy rebelianckiej. Podobnie jak poprzednia nie prowadziła zdecydowanych operacji przeciwko wrogowi. Te rozpoczęto podczas III zmiany, jednak i ona nie przejęła inicjatywy w podległym obszarze. Powodem było przeformowanie PKW, przebiegające na przełomie III i IV zmiany, które polegało na:

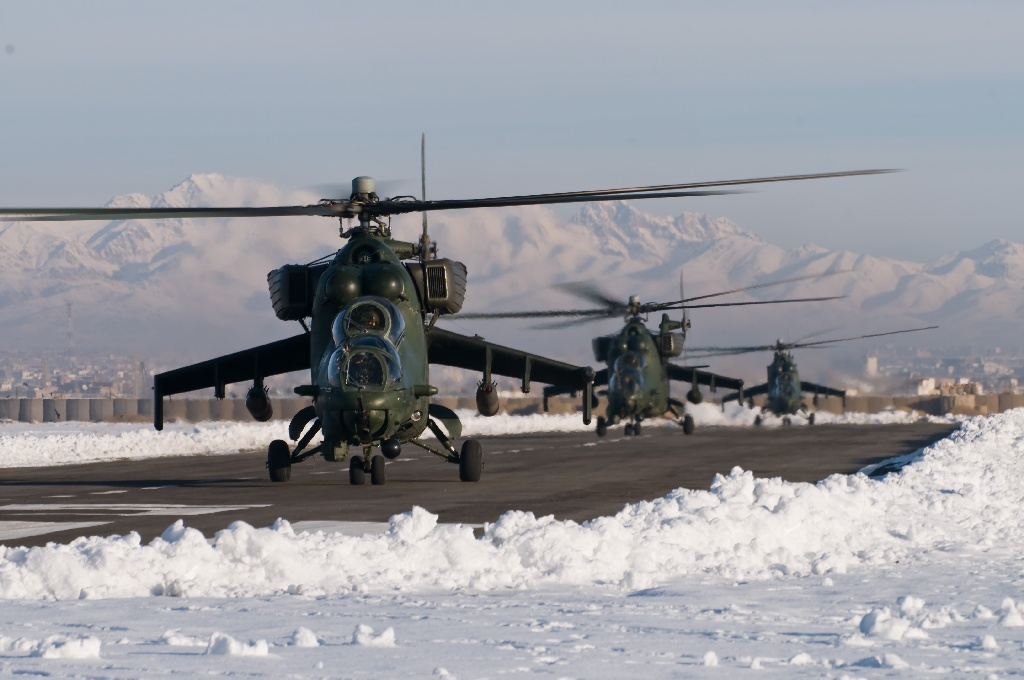
Na pierwszym planie polski Mi-24 z założonymi na wydechy osłonami rozpraszającymi EWU, VI zmiana PKW Afganistan

- skupieniu prawie wszystkich polskich sił w prowincji Ghazni, przez co dowódca kontyngentu miał kontrolę nie tylko narodową (formalną), ale i operacyjną (faktyczną) – była to jedna z większych operacji logistycznych Wojska Polskiego poza granicami kraju,
- powiększeniu PKW do maksymalnie 1600 osób i przeformowaniu go na dwie batalionowe grupy bojowe (Alfa i Bravo),
- utworzeniu Samodzielnej Grupy Powietrznej, złożonej ze śmigłowców Mi-17 i Mi-24, w lipcu przerzuconej do bazy w Bagram,
- dozbrojeniu kontyngentu w 32 pojazdy minoodporne MRAP Cougar (wymienione za HMMWV) i 5 armatohaubic Dana oraz zwiększeniu liczby KTO Rosomak do około 50 sztuk.

Prowincja Ghazni

Zwieńczeniem reorganizacji było przejęcie odpowiedzialności za prowincję Ghazni przez nowo sformowane Polskie Siły Zadaniowe (Task Force White Eagle – TF WE), dokonane 30 października 2008. Po tym wydarzeniu TF WE rozpoczęły dozbrajanie żołnierzy, by mogli bezpieczniej patrolować drogi prowincji, na czele z autostradą A1 z Kabulu do Kandaharu, tym bardziej że polskie i afgańskie patrole były coraz częściej atakowane. Innym rodzajem działalności sił amerykańsko-polskich było przywracanie normalności w Ghazni. W tym celu urządzały szury, pomagały w odbudowie infrastruktury czy udzielały podstawowej pomocy humanitarnej. Oprócz pomocy cywilom Polacy szkolili także organizujące się afgańskie siły bezpieczeństwa. W zimie 2008/2009 było to główne spektrum aktywności PKW, gdyż wojska rebelianckie wycofały się do kryjówek, aby przygotować się do wiosennej ofensywy i zakłócenia przebiegu wyborów. Lecz przeciwdziałać im miała już V zmiana polskiego kontyngentu, zorganizowana na bazie 6 Brygady Desantowo-Szturmowej (podczas niej, od 1 kwietnia do 1 października działała 70-osobowa Grupa KAIA pod dowództwem płk. pil. Lesława Dubaja, sprawująca nadzór nad kabulskim lotniskiem).
Ta oficjalnie rozpoczęła działalność w dniu 29 kwietnia 2009 i po wstępnym rozpoznaniu rozpoczęła szereg działań połączonych, mających na celu uprzedzenie, a potem zahamowanie uderzenia Talibów poprzez niszczenie ich zgrupowań oraz arsenałów, po to, by zabezpieczyć przebieg wyborów prezydenckich, m.in. w dystryktach Raszidan (operacja Czysta przestrzeń, 21–25 VII), Giro (operacja Orle Pióro, 12-18 VI) i Adżristan (operacja Over the Top, 11 VII 2009 – 20 IV 2010). W wyniku tych działań siłom koalicji udało się odzyskać kontrolę nad częścią prowincji, jednak za cenę 6 poległych żołnierzy. Wiosenno-letnią kampanię formalnie zakończyła rotacja TF WE – 26 października zadania (początkowo poszerzone o ochronę II tury wyborów prezydenckich, do której ostatecznie nie doszło) przejęła VI zmiana. Ta, podobnie jak IV, odbywała się w zimie, czyli okresie spadku aktywności rebeliantów. W związku z tym działania PKW opierały się głównie na operacjach typu cordon & search (otocz i przeszukaj), polegających na wykrywaniu arsenałów partyzanckich i terrorystycznych oraz kontynuowaniu pomocy cywilom oraz szkolenia sił bezpieczeństwa, którym 20 kwietnia 2010 przekazano posterunek w Adżristanie. Ponadto amerykański zespół szkoleniowy przekazał pod ochronę Polaków dwie bazy ogniowe: Vulcan w Ghazni i Band-e Sardeh.

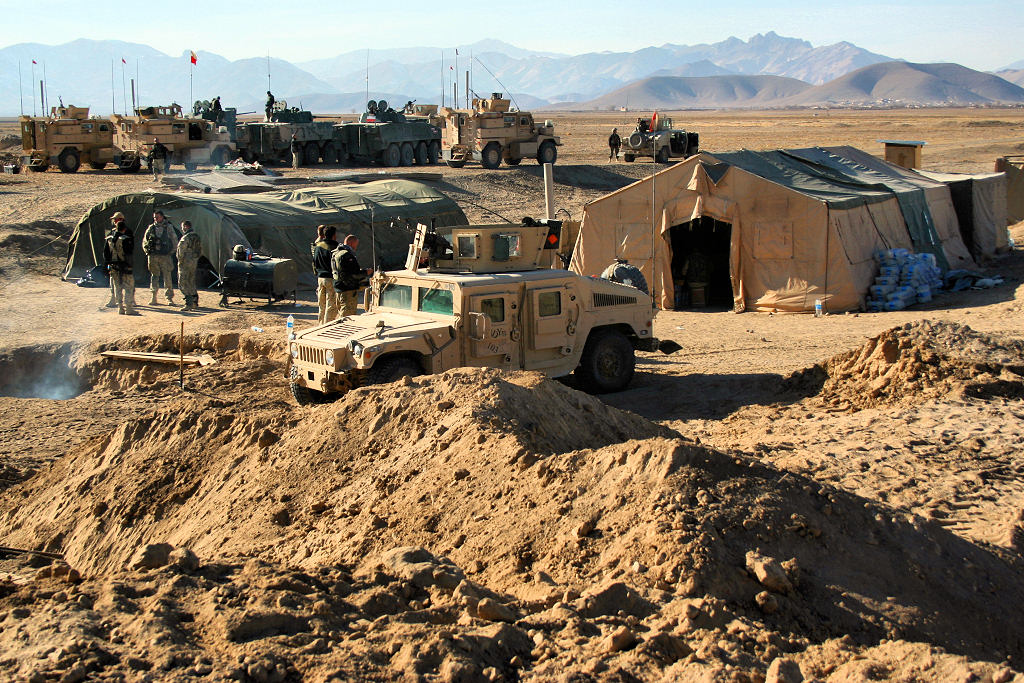
Żołnierze 1 kzmot ZB B strzegący mostu 211

27 kwietnia 2010 rozpoczęła się VII zmiana PKW a IV Task Force White Eagle, licząca ok. 2600 polskich żołnierzy w terenie i ok. 400 w odwodzie w Polsce (przybyło głównie oddziałów niekinetycznych, typu OMLT (o 1) i POMLT (o 6) oraz 2 samoloty CASA C-295M, znacząco wzrósł polski wkład w NATO Training Mission – Afghanistan). W związku z nastaniem wiosny i towarzyszącej jej ofensywie rebeliantów, TF WE ponownie rozpoczęło działania wyprzedzające, polegające z początku głównie na ponownej intensyfikacji niszczenia (często silnie bronionych) arsenałów wroga (jak w Moqur) w całej prowincji (w związku z tym polskie oddziały czasowo wróciły do Adżristanu) oraz aresztowań bojowników talibskich, w tym mułły Dauda, taliba z połączonej listy priorytetowych efektów (Joint Prioritized Effects List), dokonane 26 IX 2010 przez pododdział JW 4101 mający nazwę TF-50, SWW oraz Afgańskie Siły Bezpieczeństwa. Do operacji tego typu dochodziło w ciągu zmiany praktycznie podczas każdego tygodnia. Spotkało się to ze zdecydowaną kontrreakcją talibów, polegająca na zwiększeniu częstotliwości coraz skuteczniejszych ataków na koalicyjne patrole oraz bazy. Walki się nasilały, przez co VII zmiana była najtrudniejszą ze wszystkich (zginęło 6, a zostało rannych ok. 40 Polaków), ale jednocześnie przyniosła najlepsze efekty – wyeliminowano 239, pochwycono 243 partyzantów i przejęto kilka ton materiałów wybuchowych.
VIII zmiana, która 28 października 2010 przejęła odpowiedzialność za prowincję, była silniejsza o amerykańską batalionową grupę bojową (na przełomie sierpnia i września do południowo-wschodniej części prowincji Ghazni wkroczył 800-osobowy Task Force Iron Rakkasans ze 101 Dywizji Powietrznodesantowej, który 6 września został podporządkowany Polakom i rozpoczął pełnienie służby w FOB Andar), 30 pojazdów MRAP MaxxPro (dostarczonych we wrześniu 2010) i o trzech medyków sił zbrojnych Ukrainy (od lutego 2011, pracowali w polskim szpitalu do lipca 2013). Dzięki wzmocnieniu siły polsko-afgańsko-amerykańskie, mimo zimy, działały z tą samą aktywnością jak latem, m.in. dokonywano kolejnych aresztowań dowódców rebelianckich w kluczowych dystryktach, jak np. Giro czy Andar. 20 kwietnia 2011 rozpoczęła się kolejna zmiana PKW, podtrzymująca tempo działań poprzedniej i realizująca te same zadania od przejęcia Ghazni przez TF WE – do jej zakończenia wojska koalicyjne wyeliminowały 140 i aresztowały 270 rebeliantów (w tym 6 z JPEL) oraz przechwyciły 8,5 tony materiałów wybuchowych. W przeciwieństwie do poprzednich zmian, walki z rozpoczętą 1 maja ofensywą Talibów pod nazwą Badr (jednym z jej przejawów były wzmożone ataki na nową bazę PKW COP Ariana) polegały w większości na chirurgicznych uderzeniach, przeprowadzanych m.in. przez Zgrupowanie Sił Specjalnych.
Następna zmiana, X, została zmniejszona do 2500 żołnierzy (+ 200 w odwodzie). W związku z planowanym na 2012 zakończeniem misji bojowej polskiego kontyngentu, 12 stycznia 2012 rozpoczęła przekazywanie Afgańczykom odpowiedzialności za prowincję Ghazni (Talibowie próbowali temu przeszkodzić, np. 21 grudnia 2011, dokonując najbardziej krwawego zamachu w historii PKW, kosztującego życie 5 żołnierzy) i 7 kwietnia 2012 zakończyła przegrupowanie sił Task Force White Eagle do północnej i wschodniej części prowincji, przekazując jej południową część (z główną bazą FOB Warrior) amerykańskiemu batalionowemu Task Force Ghazni, podległemu Task Force Devil (drugiemu obok podporządkowanemu polskiemu dowództwu TF Black Scarvers sojuszniczemu batalionowi stacjonującemu w prowincji Ghazni). Żołnierze X zmiany PKW Afganistan wykonali łącznie ponad 4500 operacji kinetycznych i ponad 7200 operacji niekinetycznych. Zajęto przeciwnikowi i zniszczono tony materiałów wybuchowych i amunicji. Pododdziały zgrupowań bojowych zatrzymały 234 (w tym dziewięciu z Joint Prioritized Effects List m.in. mułłę Abdula Wakhila i maulawiego Muhammada Waliego), a zabiły w walce 46 bojowników.
Latem 2012 wojska koalicyjne w prowincji Ghazni (w tym XI zmiana PKW) rozpoczęły ofensywę skierowaną przeciwko rebeliantom – uderzyły m.in. w dystryktach Waghez (operacja Strong Protector) i Khugiani (operacja Tiger III). W przeciwieństwie do operacji z poprzednich lat ich głównym wykonawcą były Afgańskie Siły Bezpieczeństwa, wspierane przez wojska amerykańskie i polskie (w obszarze administrowanym przez PKW Afganistan nie doszło do ataku afgańskich policjantów i żołnierzy na żołnierzy Sił Zbrojnych Rzeczypospolitej Polskiej, tzw. green-on-blue (zieloni na niebieskich), był to efekt bardzo dobrego podejścia Polaków do innych kulturowo Afgańczyków). XI zmiana polskiego kontyngentu była ostatnią stabilizacyjną – XII zmiana, rozpoczęta 24 października 2012 i mniejsza o ok. 700 żołnierzy, miała już status szkoleniowo-stabilizacyjny – spektrum działalności PKW pozostało skupione na pomocy miejscowej ludności, doradztwie i szkoleniu policji oraz wojska afgańskiego przy przejmowaniu odpowiedzialności za prowincję m.in. poprzez dokonywanie przez afgańskie siły specjalne i polskie Zgrupowanie Wojsk Specjalnych operacji precyzyjnych, wymierzonych przeciwko dowódcom rebelianckim, takim jak np. Abdul Kabir – najwyżej notowany na JPEL z terytorium Regional Command East, zatrzymany nocą z 2 na 3 stycznia 2013 przez policjantów PRC Ghazni i polskich żołnierzy TF-50 oraz na pomocy ludności cywilnej.

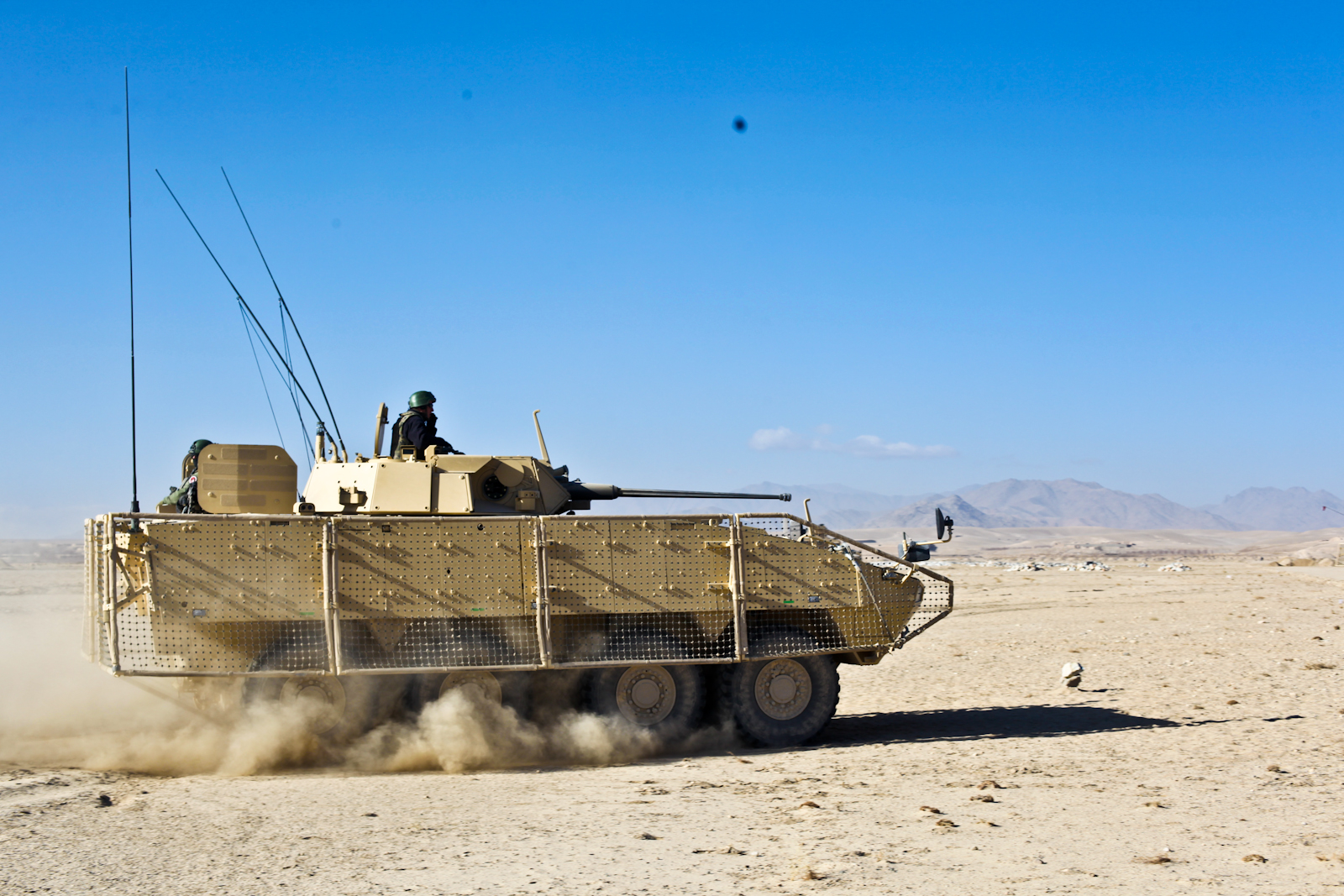
KTO Rosomak w wersji M1M – zmodyfikowanej dla potrzeb PKW

9 maja 2013 nastąpiło oficjalne przekazanie Afgańczykom odpowiedzialności za prowincję Ghazni. Rozpoczęło to proces przegrupowywania i wycofywania Polskiego Kontyngentu Wojskowego do kraju: zasadniczy etap przetransportowania większości wyposażenia PKW to lipiec 2013–kwiecień 2014: w pierwszej kolejności będzie sprzęt nowoczesny, który wróci do jednostek wojskowych w Polsce (głównie KTO Rosomak) – reszta pozostanie w Afganistanie, gdzie zostanie zutylizowana (dotyczy sprzętu wyeksploatowanego, którego transport jest nieopłacalny) lub przekazana miejscowym siłom bezpieczeństwa. Przegrupowanie kontyngentu z prowincji Ghazni do Camp White Eagle w Bagram zakończył się formalnie 28 kwietnia 2014, tuż po przeprowadzeniu wyborów prezydenckich, samodzielnie nadzorowanych przez wyszkoloną przez polskich żołnierzy afgańską armię i policję. Okres polskiej obecności w tej prowincji trwał od marca 2007 do kwietnia 2014.
Proces wycofywania polskiego kontyngentu z prowincji Ghazni został zakłócony przez atak dokonany przez rebeliantów 28 sierpnia 2013: wybuch ciężarówki wypełnionej 1,5 tony materiałów wybuchowych utworzył wyrwę w ogrodzeniu bazy, przez którą próbowała się wedrzeć się grupa zamachowców-samobójców; drugi samochód, który miał zaatakować z drugiej strony w wyniku szybkiej reakcji polskich żołnierzy został unieszkodliwiony nim zdążył wyrządzić większe szkody. Ponadto baza została ostrzelana z moździerzy. Atak został odparty, zginęło prawie 20 rebeliantów – straty ze strony koalicyjnej wyniosły 10 rannych Polaków (w tym jeden ciężko) i jednego poległego Amerykanina. Był to największy atak na bazę Polskiego Kontyngentu Wojskowego.
Ostatnia, XV zmiana PKW ISAF przejęła służbę 5 czerwca 2014 – miała ona charakter logistyczny, a jej działalność skupiona była na zabezpieczeniu i przetransportowaniu pozostałego w Afganistanie sprzętu i wyposażenia. Ze zmianą zadań zmieniła się struktura organizacyjna kontyngentu: zlikwidowana została Samodzielna Grupa Powietrzno-Szturmowa i istniejący w XIV zmianie Taktyczny Zespół Bojowy, w maju 2014 do kraju wycofano wystawiony przez JWK Task Force 50 (w skład którego od lutego wchodziło kilkunastu komandosów z Chorwacji) – jedyny element bojowy XV zmiany stanowił pluton zmotoryzowany; zakończyły działalność elementy niekinetyczne: szkoleniowe i odbudowy prowincji. Do 14 listopada 2014 prawie całe wyposażenie PKW zostało przetransportowane do Polski, kończącym tym samym rozpoczęty w lipcu 2012 proces wycofywania sprzętu z Afganistanu, cztery dni później powróciła do kraju pierwsza grupa żołnierzy.
4 grudnia 2014 oficjalnie zakończono XV zmianę PKW ISAF, 28 grudnia 2014 formalnie zakończono misję Międzynarodowych Sił Wsparcia Bezpieczeństwa. Następujące zmiany PKW Afganistan zostały wyróżnione przez Ministra Obrony Narodowej tytułem honorowym „Przodujący Oddział Wojska Polskiego”: VIII w 2011, IX w 2012, XI w 2013, XIII w 2014, XIV i XV w 2015.

### Resolute Support Mission
Z zakończeniem funkcjonowania ISAF została powołana nowa misja szkoleniowa Resolute Support. Powołana została na podstawie porozumień ze szczytu NATO w Chicago w maju 2014 w celu kontynuacji wsparcia afgańskich sił bezpieczeństwa po wycofaniu kontyngentów ISAF. Do jej zadań należało szkolenie i doradztwo afgańskiej armii i policji na poziomie operacyjnym i strategicznym bez udziału w walkach z rebeliantami. Polski rząd zdecydował o kontynuowaniu obecności wojskowej w Afganistanie po zakończeniu XV zmiany PKW ISAF i na mocy Postanowienia Prezydenta RP utworzony został Polski Kontyngent Wojskowy w misji Resolute Support, w skład I zmiany wchodziło ok. 120 żołnierzy: doradcy wojskowi, pluton ochrony, łącznościowcy i logistycy.
Od II zmiany kontyngent ulegał stopniowemu zwiększeniu:
- w połowie 2015 roku do Afganistanu skierowany został Zespół Doradców Wojsk Specjalnych – Special Operations Advisory Team 50 (SOAT-50), w wyniku czego PKW zwiększył liczebność do 200 żołnierzy i pracowników wojska,
- w połowie 2016 roku utworzono 50-osobowy odwód strategiczny, na stałe przebywający w Polsce, przewidziany do krótkotrwałego użycia w rejonie operacji,
- w połowie 2017 roku kontyngent zwiększono do maksymalnie 250 żołnierzy i pracowników wojska,
- w połowie 2018 roku kontyngent zwiększono do maksymalnie 350 żołnierzy i pracowników wojska.

29 lutego 2020 przedstawiciele Stanów Zjednoczonych i Talibanu zawarli porozumienie pokojowe, na mocy którego talibowie zobowiązali się do zaprzestania ataków na personel i obiekty USA w Afganistanie oraz zakończenie szkolenia zagranicznych terrorystów, Stany Zjednoczone zaś do wycofania swoich sił zbrojnych z Afganistanu. Pierwotnym terminem zakończenia ewakuacji wojsk amerykańskich miał być 1 maja 2021, jednak w związku z wyborami prezydenckimi oraz zmianą administracji przedłużono ją do 11 września 2021, czyli w 20. rocznicę zamachów na Nowy Jork i Waszyngton.
Pozostałe państwa NATO i sojusznicze także zaplanowały proces wycofywania żołnierzy z Afganistanu: władze RP zdecydowały o nieprzedłużaniu kończącego się w czerwcu mandatu Polskiego Kontyngentu Wojskowego i zakończeniu prawie dwudziestoletniej polskiej obecności wojskowej w tym kraju. 24 czerwca w bazie w Bagram uroczyście opuszczono polską flagę i rozpoczęto trwający do końca miesiąca przerzut żołnierzy do Polski.

### Ewakuacja polskich obywateli i współpracowników z Afganistanu

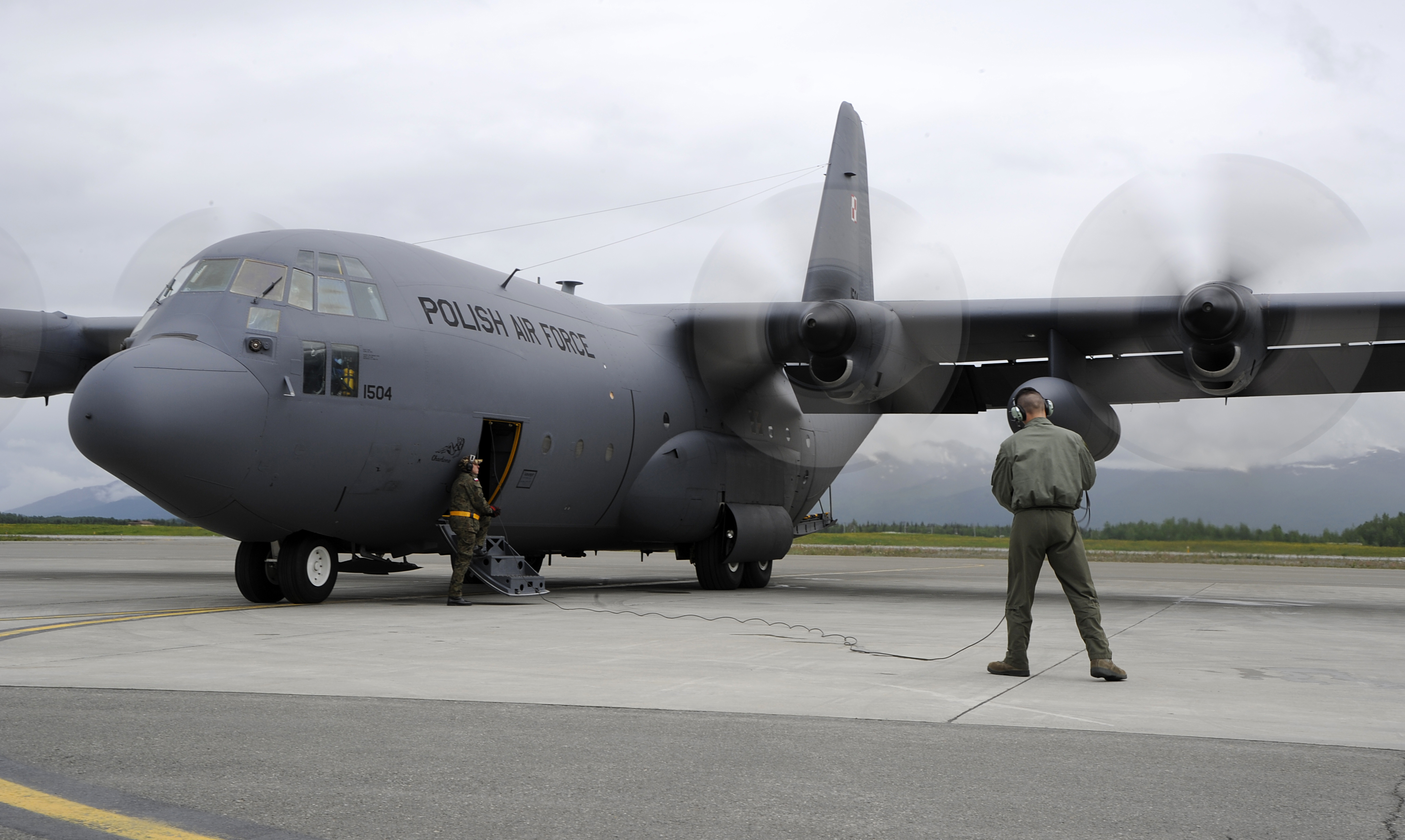
C-130E Hercules nb 1504 w 2012 roku, który służył podczas ewakuacji z Afganistanu

Po wycofaniu większości kontyngentów zagranicznych z Afganistanu pod koniec czerwca 2021, talibowie nasilili działania w ramach prowadzonej od 1 maja ofensywy. Na początku sierpnia rozpoczęli zajmowanie kolejnych stolic prowincji; Ghazni, w latach 2008–2014 główna baza PKW, padło 12 sierpnia. Postępy ofensywy spowodowały całkowitą zapaść afgańskiej armii oraz administracji i 15 sierpnia prezydent Afganistanu Aszraf Ghani uciekł z otoczonego przez talibów Kabulu. Po ich wkroczeniu do stolicy tego samego dnia nastąpił exodus ludności cywilnej do portu lotniczego Kabul.
W celu ewakuacji pozostających w Afganistanie polskich obywateli oraz współpracowników polskiego kontyngentu oraz instytucji dyplomatycznych do kabulskiego lotniska został skierowany zespół lotnictwa transportowego Sił Powietrznych. Decyzja rządu została ogłoszona 16 sierpnia, dwa dni później prezydent RP Andrzej Duda wydał postanowienie o użyciu Polskiego Kontyngentu Wojskowego. W jego skład weszły 3 samoloty transportowe: C-130E Hercules (numery boczne 1501 i 1504) oraz C-295M CASA (nb 027) z 3 Skrzydła Lotnictwa Transportowego, załogi i obsługa techniczna oraz zespoły: medyczny, weryfikacyjny i ochrony.
Transport odbywał się na trasie lotnisko Chopina w Warszawie (Polska) – port lotniczy Tbilisi (Gruzja) – port lotniczy Navoiy (Uzbekistan) – port lotniczy Kabul (Afganistan). Główną bazą zespołu transportowego było lotnisko uzbeckie, skąd odbywały się loty do Kabulu. Na miejscu zespoły weryfikacyjne dokonywały sprawdzenia tożsamości osób uprawnionych do ewakuacji i zespół medyczny udzielał im pomocy lekarskiej. Z Kabulu zespoły wracały do Nawoi, skąd ewakuowanych przetransportowywano do Warszawy (via Tbilisi) samolotami Boeing 787 Dreamliner i Embraer 195, wyczarterowanymi z Polskich Linii Lotniczych LOT.
W akcji ewakuacyjnej prowadzonej od 17 do 27 sierpnia 2021 przeprowadzono 30 lotów wojskowych i 14 lotów cywilnych. Do Polski przetransportowano łącznie 937 Afgańczyków (współpracowników kontyngentów i dyplomacji Polski, Czech, Estonii, Litwy, Niemiec, przedstawicielstwa Unii Europejskiej, pracowników Międzynarodowego Funduszu Walutowego, Międzynarodowego Komitetu Olimpijskiego oraz ich rodziny) i ponad 300 obywateli innych państw. Operacja została zakończona z powodu pogarszających się warunków bezpieczeństwa na kabulskim lotnisku.

## Struktura organizacyjna
Czas trwania, dowódcy, jednostka wystawiająca oraz liczebność poszczególnych zmian:
| Zmiana                                                        | Początek               | Koniec                 | Dowódca                           | Wystawiająca           | Liczebność                                | Typ                        |
| Enduring Freedom (OEF)                                        | Enduring Freedom (OEF) | Enduring Freedom (OEF) | Enduring Freedom (OEF)            | Enduring Freedom (OEF) | Enduring Freedom (OEF)                    | Enduring Freedom (OEF)     |
| ------------------------------------------------------------- | ---------------------- | ---------------------- | --------------------------------- | ---------------------- | ----------------------------------------- | -------------------------- |
| I                                                             | 16.03.2002             | 10.2002                | ppłk Marek Mecherzyński           | 1 BSap                 | Afganistan: ok. 100 Zatoka Perska: ok. 80 | inżynieryjno-saperska      |
| II                                                            | 10.2002                | 04.2003                | ppłk Adam Słodczyk                | 1 BSap                 | Afganistan: ok. 100 Zatoka Perska: ok. 80 | inżynieryjno-saperska      |
| III                                                           | 04.2003                | 10.2003                | ppłk Henryk Łukasiewicz           | 1 BSap                 | ok. 100                                   | inżynieryjno-saperska      |
| IV                                                            | 10.2003                | 04.2004                | ppłk Krzysztof Klupa              | 1 BSap                 | ok. 100                                   | inżynieryjno-saperska      |
| V                                                             | 04.2004                | 07.10.2004             | ppłk Krzysztof Klupa              | 1 BSap                 | ok. 100                                   | inżynieryjno-saperska      |
| VI                                                            | 07.10.2004             | 03.2005                | ppłk Lesław Kruczyński            | 1 BSap                 | ok. 100                                   | inżynieryjno-saperska      |
| VII                                                           | 03.2005                | 05.10.2005             | ppłk Piotr Bednarczyk             | 1 BSap                 | ok. 100                                   | inżynieryjno-saperska      |
| VIII                                                          | 05.10.2005             | 10.04.2006             | ppłk Dariusz Tulin                | 1 BSap                 | ok. 100                                   | inżynieryjno-saperska      |
| IX                                                            | 10.04.2006             | 09.10.2006             | ppłk Bogdan Papierski             | 2 BSap                 | ok. 100                                   | inżynieryjno-saperska      |
| X                                                             | 09.10.2006             | 25.04.2007             | ppłk Piotr Sołomonow              | 5 pinż                 | ok. 150                                   | inżynieryjno-saperska      |
| International Security Assistance Force (ISAF)                |                        |                        |                                   |                        |                                           |                            |
| I                                                             | 25.04.2007             | 31.10.2007             | gen. dyw. Marek Tomaszycki        | 10 BKPanc              | ok. 1200                                  | stabilizacyjno-szkoleniowa |
| II                                                            | 31.10.2007             | 15.05.2008             | gen. bryg. Jerzy Biziewski        | 17 BZ                  | ok. 1200                                  | stabilizacyjno-szkoleniowa |
| III                                                           | 15.05.2008             | 30.10.2008             | gen. bryg. Grzegorz Buszka        | 12 BZ                  | ok. 1200                                  | stabilizacyjno-szkoleniowa |
| IV                                                            | 30.10.2008             | 29.04.2009             | płk Rajmund Andrzejczak           | 12 DZ                  | ok. 1600                                  | stabilizacyjno-szkoleniowa |
| V                                                             | 29.04.2009             | 26.10.2009             | płk Rajmund Andrzejczak           | 6 BDSz                 | ok. 2000                                  | stabilizacyjno-szkoleniowa |
| VI                                                            | 26.10.2009             | 20.04.2010             | gen. bryg. Janusz Bronowicz       | 21 BSP                 | ok. 2200 (do marca – 2000)                | stabilizacyjno-szkoleniowa |
| VII                                                           | 27.04.2010             | 28.10.2010             | gen. bryg. Andrzej Przekwas       | 1 BPanc                | ok. 2600                                  | stabilizacyjno-szkoleniowa |
| VIII                                                          | 28.10.2010             | 20.04.2011             | gen. bryg. Andrzej Reudowicz      | 10 BKPanc              | ok. 2600                                  | stabilizacyjno-szkoleniowa |
| IX                                                            | 20.04.2011             | 26.10.2011             | gen. bryg. Sławomir Wojciechowski | 17 BZ                  | ok. 2600                                  | stabilizacyjno-szkoleniowa |
| X                                                             | 26.10.2011             | 18.04.2012             | gen. bryg. Piotr Błazeusz         | 15 BZ                  | ok. 2500                                  | stabilizacyjno-szkoleniowa |
| XI                                                            | 18.04.2012             | 24.10.2012             | gen. bryg. Bogdan Tworkowski      | 6 BPD                  | ok. 2500                                  | stabilizacyjno-szkoleniowa |
| XII                                                           | 24.10.2012             | 08.05.2013             | gen. bryg. Andrzej Tuz            | 12 BZ                  | ok. 1800                                  | szkoleniowo-stabilizacyjna |
| XIII                                                          | 08.05.2013             | 26.11.2013             | gen. bryg. Marek Sokołowski       | 25 BKPow               | ok. 1600                                  | szkoleniowo-stabilizacyjna |
| XIV                                                           | 26.11.2013             | 05.06.2014             | gen. bryg. Cezary Podlasiński     | 10 BKPanc              | ok. 1000                                  | doradczo-szkoleniowa       |
| XV                                                            | 05.06.2014             | 04.12.2014             | płk Adam Słodczyk                 | 10 BLog                | ok. 500                                   | logistyczna                |
| Resolute Support Mission (RSM)                                |                        |                        |                                   |                        |                                           |                            |
| I                                                             | 04.12.2014             | 13.06.2015             | płk Wojciech Marchwica            | 21 BSP                 | ok. 120                                   | doradcza, szkoleniowa      |
| II                                                            | 13.06.2015             | 01.12.2015             | płk Adam Luzyńczyk                | 10 BKPanc              | ok. 200                                   | doradcza, szkoleniowa      |
| III                                                           | 01.12.2015             | 01.06.2016             | płk Dariusz Kosowski              | 20 BZ                  | ok. 200                                   | doradcza, szkoleniowa      |
| IV                                                            | 01.06.2016             | 01.12.2016             | płk Zbigniew Zalewski             | 8 pplot                | ok. 200                                   | doradcza, szkoleniowa      |
| V                                                             | 01.12.2016             | 01.06.2017             | płk Marek Rakowski                | 1 BPanc                | ok. 200                                   | doradcza, szkoleniowa      |
| VI                                                            | 01.06.2017             | 07.12.2017             | płk Piotr Fajkowski               | 15 BZ                  | ok. 250                                   | doradcza, szkoleniowa      |
| VII                                                           | 07.12.2017             | 14.06.2018             | płk Grzegorz Potrzuski            | 10 BKPanc              | ok. 250                                   | doradcza, szkoleniowa      |
| VIII                                                          | 14.06.2018             | 12.12.2018             | płk Piotr Kaczmarek               | 34 BKPanc              | ok. 350                                   | doradcza, szkoleniowa      |
| IX                                                            | 12.12.2018             | 06.06.2019             | płk Piotr Kreise                  | 20 BZ                  | ok. 350                                   | doradcza, szkoleniowa      |
| X                                                             | 06.06.2019             | 10.12.2019             | płk Robert Matysek                | 1 BPanc                | ok. 350                                   | doradcza, szkoleniowa      |
| XI                                                            | 10.12.2019             | 03.07.2020             | płk pil. Waldemar Gołębiowski     | 12 BZ                  | ok. 350                                   | doradcza, szkoleniowa      |
| XII                                                           | 03.07.2020             | 08.02.2021             | płk Daniel Butryn                 | 5 pa                   | ok. 350                                   | doradcza, szkoleniowa      |
| XIII                                                          | 08.02.2021             | 30.06.2021             | płk Paweł Pytko                   | 10 BKPanc              | ok. 350                                   | doradcza, szkoleniowa      |
| XIV                                                           | odwołana               | odwołana               | płk Tomasz Kowalczykiewicz        | 4 pplot                | ok. 350                                   | doradcza, szkoleniowa      |
| ewakuacja polskich obywateli i współpracowników z Afganistanu |                        |                        |                                   |                        |                                           |                            |
| I                                                             | 18.08.2021             | 27.08.2021             |                                   | 3 SLTransp             | ok. 100                                   | transportowa               |

## Straty
Według oficjalnych danych MON w działaniach bojowych PKW Afganistan poszkodowanych zostało 869 żołnierzy i pracowników wojska, z czego 361 rannych.
| Lp. | Data                                   | Miejsce                   | Przyczyna                                      | Ofiara                                             | Jednostka                      | Przypis         |
| --- | -------------------------------------- | ------------------------- | ---------------------------------------------- | -------------------------------------------------- | ------------------------------ | --------------- |
| 1   | 14.08.2007                             | Gardez                    | wrogi ostrzał                                  | ppor. Łukasz Kurowski                              | 10 BKPanc                      | [ 65 ]          |
| 2   | 26.02.2008                             | Szarana                   | wybuch miny-pułapki                            | st. kpr. Szymon Słowik                             | 16 bpd                         | [ 66 ]          |
| 3   | 26.02.2008                             | Szarana                   | wybuch miny-pułapki                            | st. szer. Hubert Kowalewski                        | 10 BKPanc                      | [ 66 ]          |
| 4   | 08.04.2008                             | Ghazni                    | wybuch miny-pułapki?                           | st. szer. Grzegorz Politowski                      | 5 pinż                         | [ 67 ]          |
| 5   | 21.06.2008                             | Wazacha                   | wybuch miny-pułapki?                           | ppor. Robert Marczewski                            | 6 bdsz                         | [ 68 ]          |
| 6   | 20.08.2008                             | Ghazni                    | wybuch miny-pułapki?                           | st. kpr. Waldemar Sujdak                           | 2 BSap                         | [ 69 ]          |
| 7   | 20.08.2008                             | Ghazni                    | wybuch miny-pułapki?                           | st. szer. Paweł Szwed                              | 2 BSap                         | [ 69 ]          |
| 8   | 20.08.2008                             | Ghazni                    | wybuch miny-pułapki?                           | st. szer. Paweł Brodzikowski                       | 2 BSap                         | [ 69 ]          |
| 9   | 10.02.2009                             | Ghazni                    | wypadek drogowy                                | chor. Andrzej Rozmiarek                            | 12 BZ                          | [ 70 ]          |
| 10  | 10.08.2009                             | Usman Khel                | kontakt ogniowy                                | por. Daniel Ambroziński                            | 25 BKPow                       | [ 71 ]          |
| 11  | 04.09.2009                             | Giro                      | wybuch miny-pułapki                            | plut. Marcin Poręba                                | 5 pinż                         | [ 72 ]          |
| 12  | 22.05.2009 (ranny) 09.09.2009 (śmierć) | Ghazni Lublin             | wybuch miny-pułapki nieodzyskanie przytomności | st. szer. Artur Pyc                                | 18 bdsz                        | [ 73 ]          |
| 13  | 10.09.2009                             | Andar                     | kontakt ogniowy                                | st. szer. Piotr Marciniak                          | 6 BDSz                         | [ 74 ]          |
| 14  | 09.10.2009                             | Giro                      | wybuch miny-pułapki                            | st. szer. Szymon Graczyk                           | 5 pinż                         | [ 75 ] [ 76 ]   |
| 15  | 09.10.2009                             | Giro                      | wybuch miny-pułapki                            | st. szer. Radosław Szyszkiewicz                    | 5 pinż                         | [ 75 ] [ 76 ]   |
| 16  | 19.12.2009                             | Ghazni                    | kontakt ogniowy                                | st. szer. Michał Kołek                             | POLUKRBAT                      | [ 77 ]          |
| 17  | 12.06.2010                             | Ghazni                    | wybuch miny-pułapki                            | kpr. Miłosz Górka                                  | 25 BKPow                       | [ 78 ]          |
| 18  | 15.06.2010                             | Gelan                     | wrogi ostrzał                                  | st. szer. Grzegorz Bukowski                        | OS ŻW Mińsk Maz.               | [ 79 ]          |
| 19  | 26.06.2010                             | prowincja Ghazni          | wybuch miny-pułapki                            | plut. Paweł Stypuła                                | 2 BSap                         | [ 80 ]          |
| 20  | 06.08.2010                             | Gelan                     | wybuch miny-pułapki                            | st. szer. Dariusz Tylenda                          | 15 pplot                       | [ 81 ]          |
| 21  | 27.09.2010                             | prowincja Ghazni          | wybuch miny-pułapki                            | sierż. Kazimierz Kasprzak                          | 15 pplot                       | [ 82 ]          |
| 22  | 14.10.2010                             | Gelan                     | wrogi ostrzał                                  | st. szer. Adam Szada-Borzyszkowski                 | 1 bkpow                        | [ 83 ]          |
| 23  | 22.01.2011                             | Qarabagh                  | wybuch miny-pułapki                            | st. szer. Marcin Pastusiak                         | OS ŻW Mińsk Maz.               | [ 84 ]          |
| 24  | 22.01.2011                             | Qarabagh                  | wybuch miny-pułapki                            | Marcin Knap                                        | Pogotowie Ratunkowe w Lublinie | [ 84 ]          |
| 25  | 03.04.2011                             | Ghazni                    | nieustalona                                    | mł. chor. Bartosz Spychała                         | 1 psk                          | [ 85 ]          |
| 26  | 09.10.2009 (ranny) 20.04.2011 (śmierć) | Wardak Warszawa           | wybuch miny-pułapki niewydolność oddechowa     | st. szer. Paweł Staniaszek                         | 2 BSap                         | [ 76 ] [ 86 ]   |
| 27  | 02.06.2011                             | Ghazni                    | wrogi ostrzał                                  | st. kpr. Jarosław Maćkowiak                        | 17 BZ                          | [ 87 ]          |
| 28  | 28.07.2011                             | Ghazni                    | wybuch miny-pułapki                            | st. szer. Paweł Poświat                            | 17 BZ                          | [ 88 ]          |
| 29  | 18.08.2011                             | prowincja Ghazni          | wybuch miny-pułapki                            | st. szer. Szymon Sitarczuk                         | 1 BSap                         | [ 89 ]          |
| 30  | 04.10.2011                             | prowincja Ghazni          | wybuch miny-pułapki                            | st. szer. Rafał Nowakowski                         | 17 BZ                          | [ 90 ]          |
| 31  | 23.10.2011                             | Ghazni                    | wybuch miny-pułapki                            | st. szer. Mariusz Deptuła                          | 15 BZ                          | [ 91 ]          |
| 32  | 21.12.2011                             | Ghazni                    | wybuch miny-pułapki                            | st. kpr. Piotr Ciesielski                          | 20 BZ                          | [ 92 ]          |
| 33  | 21.12.2011                             | Ghazni                    | wybuch miny-pułapki                            | st. szer. Łukasz Krawiec                           | 20 BZ                          | [ 92 ]          |
| 34  | 21.12.2011                             | Ghazni                    | wybuch miny-pułapki                            | st. szer. Marcin Szczurowski                       | 20 BZ                          | [ 92 ]          |
| 35  | 21.12.2011                             | Ghazni                    | wybuch miny-pułapki                            | st. szer. Marek Tomala                             | 20 BZ                          | [ 92 ]          |
| 36  | 21.12.2011                             | Ghazni                    | wybuch miny-pułapki                            | szer. Krystian Banach                              | 20 BZ                          | [ 92 ]          |
| 37  | 22.12.2011                             | Ghazni                    | wstrząs septyczny                              | sierż. Zbigniew Biskup                             | 25 BKPow                       | [ 93 ] [ 94 ]   |
| 38  | 23.01.2013                             | prowincja Ghazni          | wrogi ostrzał                                  | kpt. Krzysztof Woźniak                             | JW Grom                        | [ 95 ]          |
| 39  | 20.03.2013                             | prowincja Ghazni          | wybuch miny-pułapki                            | st. szer. Paweł Ordyński                           | 12 BZ                          | [ 96 ]          |
| 40  | 10.06.2013                             | prowincja Ghazni          | wybuch miny                                    | plut. Jan Kiepura                                  | 21 BSP                         | [ 97 ] [ 98 ]   |
| 41  | 22.12.2012 (ranny) 03.08.2013 (śmierć) | prowincja Ghazni Warszawa | wrogi ostrzał nieodzyskanie przytomności       | st. kpr. Łukasz Sroczyński                         | 12 BZ                          | [ 99 ]          |
| 42  | 23.08.2013                             | prowincja Ghazni          | wybuch miny-pułapki                            | chor. Mirosław Łucki                               | JW Komandosów                  | [ 100 ] [ 101 ] |
| 43  | 28.08.2013 (ranny) 02.09.2013 (śmierć) | Ghazni Ramstein           | kontakt ogniowy –                              | (oficjalnie nie podano na prośbę rodziny zmarłego) | 25 BKPow                       | [ 102 ]         |
| 44  | 16.09.2014                             | Kabul                     | wybuch miny-pułapki                            | plut. Rafał Celebudzki                             | MNC NE                         | [ 103 ]         |

## Odznaczenia za udział w kontyngencie

Baretka pamiątkowego odznaczenia Gwiazdy Afganistanu ustanowionego 14 czerwca 2007
Baretka medalu NATO za ISAF
Baretka medalu NATO za ISAF (wzór: od 2011)
Baretka medalu NATO za Resolute Support
Baretka Medalu Pamiątkowego X zmiany PKW Afganistan RS
Baretka Medalu Pamiątkowego XI zmiany PKW Afganistan RS
Baretka Medalu Pamiątkowego XII zmiany PKW Afganistan RS
Baretka Medalu Pamiątkowego XIII zmiany PKW Afganistan RS
Baretka wariantowa Medalu Pamiątkowego XIII zmiany PKW Afganistan RS

## Kontyngent w kulturze masowej
Główny bohater serialu Naznaczony, kreowany przez Piotra Adamczyka Tadeusz Kral, 7 lat przed prezentowanymi w nim wydarzeniami (czyli w 2002), służył jako porucznik w Afganistanie, w prowincji Ghazni (w której polscy żołnierze rozpoczęli stacjonowanie dopiero 5 lat później), gdzie wskutek jego błędu Amerykanie dokonali masakry ludności cywilnej.
W 2012 stacja Canal+ Polska wyemitowała pierwszą polską produkcję filmową o polskim kontyngencie w Afganistanie – serial wojenny Misja Afganistan, powstały we współpracy z Siłami Zbrojnymi, którego bohaterami są żołnierze II plutonu 1 kompanii piechoty zmechanizowanej z Wędrzyna
W powieści www.1939.com.pl, fikcyjny 1 Samodzielny Batalion Rozpoznawczy ppłk. Jerzego Grobickiego miał zostać wysłany do Afganistanu, lecz wskutek działania amerykańskiej maszyny przenosi się w czasie do początku kampanii wrześniowej. Patrol żołnierzy polskiego kontyngentu został ukazany w epilogu powieści Andrzeja Sapkowskiego pt. Żmija. Fabularyzowane, lecz oparte na rzeczywistych wydarzeniach losy żołnierzy kontyngentu przedstawił Marcin Ogdowski w powieściach Ostatni świadek i (Nie)potrzebni – autor założył także wielokrotnie nagradzany blog Z Afganistanu.pl, na podstawie którego napisał reportaż wojenny zAfganistanu.pl. Alfabet polskiej misji.